# Kento Hashimoto
Kento Hashimoto (n. 16 august 1993, Itabashi, Tōkyō, Japonia) este un fotbalist japonez.
Hashimoto a debutat la echipa națională a Japoniei în anul 2019.

## Statistici
| Japonia | Japonia | Japonia |
| An      | Meciuri | Goluri  |
| ------- | ------- | ------- |
| 2019    | 7       | 0       |
| 2020    | 2       | 0       |
| Total   | 9       | 0       |